# 산 촉매작용

산 촉매작용에 의한 피셔 에스터화에서 양성자는 산소와 결합하고 루이스산으로 작용하여 에스터의 카보닐기를 친전자체로 활성화(상단 행)시키고, 하이드록실기를 우수한 이탈기인 물로 전환(왼쪽 하단)시킨다. 둘 다 동역학 장벽을 낮추고 화학 평형에 도달하는 속도를 높인다.

산 촉매작용(酸觸媒作用, 영어: acid catalysis) 및 염기 촉매작용(鹽基觸媒作用, 영어: base catalysis)는 산 또는 염기에 의해 화학 반응을 촉매한다. 브뢴스테드-로우리 산염기 이론에 따르면 산은 양성자(수소 이온, H+) 공여체이고, 염기는 양성자 수용체이다. 양성자 전이에 의해 촉매되는 전형적인 반응은 에스터화와 알돌 반응이다. 이러한 반응에서 카보닐기의 짝산은 중성 카보닐기 자체보다 친전자체로서 보다 더 우수하다. 산 또는 염기로 작용하는 화학종에 따라 촉매 메커니즘은 특이 촉매작용과 일반 촉매작용으로 분류할 수 있다. 많은 효소들이 일반 촉매작용으로 작동한다.

## 같이 보기
- 촉매